# (856) Баклунда
(856) Баклунда (лат. Backlunda) — типичный астероид главного пояса, принадлежащий к спектральному классу C. Астероид был открыт 3 апреля 1916 года российским астрономом Сергеем Ивановичем Белявским в Симеизской обсерватории, в Крыму и назван в честь российского и шведского астронома Оскара Баклунда.
Астероид был открыт во время первой мировой войны, и данные о нем не сразу попали в руки международного сообщества. Из-за этого астероид имеет разные обозначения, а его порядковый номер больше нежели у астероидов открытых хронологически позже. 
Благодаря небольшой отражающей способности в видимом диапазоне света нагретый астероид в инфракрасном спектре излучает довольно много света.  Этот факт позволяет использовать его в калибровке инфракрасных телескопов, например, Спитцер 

## См.также
- Список астероидов (801—900)
- Классификации малых планет